# 若梅与市
若梅 与市（わかうめ　よいち　生年未詳　-　1920年）は明治時代の大相撲力士。

## 略歴
1885年1月に沖ツ浪で初土俵。　1888年5月に若梅に改名し1889年1月三段目。幕下への昇進は確認できず、1897年1月の三段目3枚目が最高位に三段目を連続42場所務めた。尾車部屋では大関大戸平より兄弟子だった。
1899年頃から番付欄外に張り出され若者頭を務めていたようである。その頃より1909年6月まで成績に関わらず常に三段目下位や欄外に記載されている。3日間出場しほとんどの場所で3連敗し休場していた。1910年1月より若者頭が番付に載るようになり、若梅も記載されている。当時の若者頭は髷を結っていたが晩年は小さな髷しかなかった。1920年5月限りで番付から消える。場所後の1920年8月頃に死去した。

## 土俵歴
- 1885年1月　-　序ノ口。
- 1889年1月　-　三段目。
- 1897年1月　-　三段目3枚目。
- 1909年6月　-　引退。

## 成績
- 番付在位場所数：49場所
- 通算成績：不明（当時の幕下以下の勝敗等の記録については相撲レファレンス等のデータベースに登録がなく、特に明治30年代半ばまでの序二段や序ノ口などについてはほとんど現存していないと思われるため）

### 番付推移
- 各場所の地位は小島貞二コレクションの番付実物画像による。表は場所別成績のテンプレートを使用しているが、前述の理由により、暫定的に勝敗等の数は省略し番付推移のみを示すこととする。また相撲レファレンスにも若梅の力士データ自体が現在未登録である。

| 1885年 （明治18年） | 西序ノ口34枚目 –  | 西序二段53枚目 –      |
| 1886年 （明治19年） | 西序二段43枚目 –  | 西序二段44枚目 –      |
| 1887年 （明治20年） | 西序二段39枚目 –  | 西序二段10枚目 –      |
| 1888年 （明治21年） | 西序二段7枚目 –   | 西序二段18枚目 –      |
| 1889年 （明治22年） | 東三段目55枚目 –  | 西三段目47枚目 –      |
| 1890年 （明治23年） | 西三段目33枚目 –  | 西三段目50枚目 –      |
| 1891年 （明治24年） | 西三段目42枚目 –  | 西三段目41枚目 –      |
| 1892年 （明治25年） | 番付非掲載 不出場 | 西三段目21枚目 –      |
| 1893年 （明治26年） | 西三段目15枚目 –  | 西三段目26枚目 –      |
| 1894年 （明治27年） | 西三段目10枚目 –  | 西三段目22枚目 –      |
| 1895年 （明治28年） | 東三段目34枚目 –  | 東三段目18枚目 –      |
| 1896年 （明治29年） | 東三段目19枚目 –  | 東三段目8枚目 –       |
| 1897年 （明治30年） | 西三段目3枚目 –   | 東三段目11枚目 –      |
| 1898年 （明治31年） | 東三段目16枚目 –  | 西三段目27枚目 –      |
| 1899年 （明治32年） | 東三段目33枚目 –  | 西三段目 –            |
| 1900年 （明治33年） | 東三段目36枚目 –  | 西三段目 –            |
| 1901年 （明治34年） | 西三段目42枚目 –  | 東三段目49枚目 –      |
| 1902年 （明治35年） | 東三段目54枚目 –  | 東三段目60枚目 –      |
| 1903年 （明治36年） | 東三段目63枚目 –  | 西三段目72枚目 –      |
| 1904年 （明治37年） | 西三段目72枚目 –  | 西三段目69枚目 –      |
| 1905年 （明治38年） | 西三段目55枚目 –  | 東三段目48枚目 –      |
| 1906年 （明治39年） | 西三段目42枚目 –  | 東三段目53枚目 –      |
| 1907年 （明治40年） | 西三段目62枚目 –  | 西三段目72枚目 –      |
| 1908年 （明治41年） | 西三段目54枚目 –  | 西三段目64枚目 –      |
| 1909年 （明治42年） | 西三段目57枚目 –  | 西三段目59枚目 引退 – |
| 各欄の数字は、「勝ち-負け-休場」を示す。 優勝 引退 休場 十両 幕下 三賞：敢=敢闘賞、殊=殊勲賞、技=技能賞 その他：★=金星 番付階級：幕内 - 十両 - 幕下 - 三段目 - 序二段 - 序ノ口 幕内序列：横綱 - 大関 - 関脇 - 小結 - 前頭（「#数字」は各位内の序列） |                   |                       |

## 改名歴
- 沖ツ浪 与市 - 1885年1月場所 - 1888年1月場所
- 若梅 与市 - 1888年5月場所 - 1909年6月場所